# Вершківський
Вершківський (рос. Вершковский) — колишній хутір у Христинівській волості Овруцького повіту Волинської губернії та Будо-Любівській сільській раді Овруцького району Коростенської округи.

## Населення
У 1923 році, чисельність населення становила 159 осіб, дворів — 31.

## Історія
До 1923 року — хутір Христинівської волості Овруцького повіту Волинської губернії. У 1923 році включений до складу новоствореної Будо-Любівської сільської ради, яка, 7 березня 1923 року, увійшла до складу новоутвореного Овруцького району Коростенської округи. Розміщувався за 30 верст від районного центру, м. Овруч, та 1 версту — від центру сільської ради, с. Будо-Любівка.
На 17 грудня 1926 року значився як Старо-Вершківський залізничний переїзд. Можливо злився із х. Старий Переїзд.